# Sana nuestra tierra
Sana Nuestra Tierra (Sanne Nossa Terra) é o vigésimo primeiro álbum lançado pelo cantor cristão Marcos Witt . O álbum foi gravado ao vivo em Houston, Texas. Este álbum foi o vencedor do Grammy Latino de Melhor Álbum Cristão.  

## Lista de cançoes
1. "Sananos" - 06:53
2. "Sana Nuestra Tierra" - 06:13
3. "Mi Primer Amor" - 05:59
4. "Levántate Y Sálvame" - 09:16
5. "Proclamen de las Naciones" - 11:47
6. "Acuérdate Oh Señor" - 04:11
7. "Esperamos En Ti" - 06:53
8. "Grandes Cosas Ha Hecho El Señor" - 06:01
9. "Aleluya A Nuestro Dios" - 07:23
10. "Danzaré, Cantaré" - 07:52

## Créditos
Produtores:
- Juan Salinas
- Marcos Witt

Produtor executivo:
- Marcos Witt

Arranjadores:
- Isaac Escamilla
- Holger Fath
- Emmanuel Espinosa

Líder de adoração:
- Marcos Witt

Músicos:
- Randall Gonzalez - bateria
- Holger Fath – Guitarra elétrica, Guitarra acústica
- Alan Villatoro - teclados
- Emmanuel Espinosa - Baixo
- Wiso Aponte - Guitarra Acústica, Guitarra Elétrica
- Isaac Escamilla - Teclados

Vocalistas:
- Lucy Esquilin - Vocais
- Vanyo Esquilin - Voz
- Nolita Theo - Vocais

Engenheiro:
- Orlando Rodriguez - Engenheiro, Mixagem
- Alex Rodríguez - Assistente de Mixagem
- Hank Williams - Design da capa
- Ruth Salinas - Fotografia